# Championica montana
Championica montana är en insektsart som beskrevs av Henri Saussure och Francois Jules Pictet de la Rive 1898. Championica montana ingår i släktet Championica och familjen vårtbitare. Inga underarter finns listade i Catalogue of Life.